# Thor (Iowa)
Thor is een plaats (city) in de Amerikaanse staat Iowa, en valt bestuurlijk gezien onder Humboldt County.

## Demografie
Bij de volkstelling in 2000 werd het aantal inwoners vastgesteld op 174. In 2006 is het aantal inwoners door het United States Census Bureau geschat op 167, een daling van 7 (-4,0%).

## Geografie
Volgens het United States Census Bureau beslaat de plaats een oppervlakte van 2,6 km², geheel bestaande uit land. Thor ligt op ongeveer 347 m boven zeeniveau.

## Plaatsen in de nabije omgeving
De onderstaande figuur toont nabijgelegen plaatsen in een straal van 16 km rond Thor.